# کیرا واکنهوست
کیرا واکنهوست (آلمانی: Kira Walkenhorst؛ زادهٔ ۱۸ نوامبر ۱۹۹۰) بازیکن والیبال ساحلی اهل آلمان است.
از افتخارات وی میتوان به کسب مدال طلا در بازی‌های المپیک تابستانی ۲۰۱۶ اشاره کرد.